# Cúp bóng đá Serbia
Cúp bóng đá Serbia (tiếng Serbia: Куп Србије; Kup Srbije) là cúp bóng đá quốc gia của Serbia. Đội chiến thắng trong cuộc thi sẽ có được một suất tham dự vòng loại UEFA Europa League.
Từ năm 2006 đến 2010, giải được gọi là Lav Cup vì lý do tài trợ.